# Cigarettes After Sex
I Cigarettes After Sex sono un gruppo musicale dream pop/slowcore statunitense formatosi nel 2008 a El Paso, nel Texas.
Fino al 2018 la band è stata composta da quattro membri: Greg Gonzalez (voce, chitarra elettrica, chitarra acustica, basso), Phillip Tubbs (chitarra elettrica, tastiere), Randall Miller (basso) e Jacob Tomsky (batteria).

## Storia
I Cigarettes After Sex si formarono nel 2008 a El Paso, città del Texas. Gonzalez registrò il primo EP, I., in una scalinata a quattro piani in un edificio dell'Università del Texas a El Paso. Nothing's Gonna Hurt You Baby, I'm a Firefighter, Dreaming of You e Starry Eyes furono registrati per I., e si distinsero subito per lentezza eterea, malinconia e toni della voce asmr.
Gonzalez si trasferì poi a New York, nel quartiere di Brooklyn, dove nel 2015 fu registrato e pubblicato il singolo Affection assieme a una cover del brano Keep on Loving You dei REO Speedwagon.
I Cigarettes After Sex ottennero milioni di visualizzazioni su YouTube tramite raccomandazioni musicali, che li portarono a fare concerti in giro per l'Europa, l'Asia e gli Stati Uniti. Il loro omonimo album di debutto fu pubblicato il 9 giugno 2017.
Nothing's Gonna Hurt You Baby compare nell'episodio 7 della prima stagione di Handmaid's Tale, nell'episodio 7 di Sinner, nell'episodio 9 dell'ottava stagione di Shameless, e nell'ultimo episodio (8) di Un'estate fa. Compare anche nel film It Ends With Us - Siamo noi a dire basta (film) con Blake Lively e Justin Baldoni. 
Nel 2018 il tastierista Phillip Tubbs, dopo 9 anni, lascia il gruppo per ragioni familiari e musicali, decidendo di voler produrre musica propria. Nel suo messaggio di addio ha speso parole molto affettuose nei confronti degli altri membri del gruppo, definendo loro «le persone più dolci e gentili che si possano incontrare».

## Formazione

### Formazione attuale
- Greg Gonzalez – voce, chitarra elettrica, chitarra acustica, basso
- Randall Miller - basso
- Jacob Tomsky – batteria

### Ex componenti
- Phillip Tubbs - tastiere, sintetizzatori, chitarra (2009-2018)
- Greg Leah - batteria
- Steve Herrada – tastiere
- Emily Davis – chitarra acustica

## Discografia

### Album in studio
- 2017 – Cigarettes After Sex
- 2019 – Cry
- 2024 – X's

### Demo
- 2011 – Cigarettes After Sex (Romans 13:9)

### EP
- 2012 – I.
- 2015 – Affection
- 2023 – Bubblegum

### Singoli
- 2016 – K.
- 2017 – Apocalypse
- 2017 – Each Time You Fall in Love
- 2017 – Sweet
- 2018 – Crush
- 2018 – Neon Moon
- 2019 – Heavenly
- 2019 – Falling in Love
- 2020 – You're All I Want
- 2022 – Pistol
- 2023 – Motion Picture Soundtrack
- 2024 – Tejano Blue
- 2024 – Dark Vacay
- 2024 – Baby Blue Movie